# Eupithecia assectata
Eupithecia assectata là một loài bướm đêm trong họ Geometridae.